# Prosoplus gebiensis
Prosoplus gebiensis är en skalbaggsart som beskrevs av Stefan von Breuning 1958. Prosoplus gebiensis ingår i släktet Prosoplus och familjen långhorningar. Inga underarter finns listade i Catalogue of Life.